# جيمس نيولاند
جيمس نيولاند (بالإنجليزية: James Newland) هو عسكري أسترالي، ولد في 22 أغسطس 1881 في Highton ‏ في أستراليا، وتوفي في 19 مارس 1949 في كولفيلد ‏ في أستراليا.